# Uładzimir Andrejczanka
Uładzimir Pauławicz Andrejczanka (biał. Уладзімір Паўлавіч Андрэйчанка, ros. Владимир Павлович Андрейченко, Władimir Pawłowicz Andriejczenko; ur. 2 stycznia 1949 w Marjanowie w rejonie łozieńskim) – białoruski agronom, kołchoźnik i polityk, w latach 1990–1996 deputowany do Rady Najwyższej Białoruskiej SRR / Rady Najwyższej Republiki Białorusi XII kadencji, w latach 1997–2008 członek Rady Republiki Zgromadzenia Narodowego Republiki Białorusi I, II i III kadencji, od 2008 roku deputowany i przewodniczący Izby Reprezentantów Zgromadzenia Narodowego Republiki Białorusi IV, V, VI i VII kadencji.

## Życiorys

### Początki kariery
Urodził się 2 stycznia 1949 roku we wsi Marjanowa, w rejonie łozieńskim obwodu witebskiego Białoruskiej SRR, ZSRR. W 1968 roku ukończył Technikum Sowchozowe w Łużasnej, w 1977 roku – Wielkołucki Instytut Gospodarstwa Wiejskiego, w 1988 roku – Mińską Wyższą Szkołę Partyjną. Pracę rozpoczął w 1968 roku jako agronom kołchozu „Zwycięstwo Socjalizmu” w rejonie wierchniedźwińskim. W latach 1968–1970 odbywał służbę wojskową w szeregach Armii Radzieckiej. W latach 1970–1972 pracował jako starszy agronom Łoźnieńskiej Rejonowej Techniki Gospodarstwa Wiejskiego (według innego źródła – Zubkowskiego Wydziału Specjalnego „Sielgostiechnika”). W latach 1972–1974 pracował jako instruktor, kierownik działu organizacyjnego Łoźnieńskiego Komitetu Rejonowego Komsomołu. W latach 1974–1975 był instruktorem Łoźnieńskiego Komitetu Rejonowego Komunistycznej Partii Białorusi (KPB). W latach 1975–1978 pełnił funkcję sekretarza komitetu partyjnego sowchozu „Adamienki”. W latach 1978–1981 pracował jako przewodniczący kołchozu im. Danukałowa w rejonie łoźnieńskim. W latach 1981–1985 był kierownikiem Zarządu Gospodarstwa Wiejskiego Łoźnieńskiego Rejonowego Komitetu Wykonawczego. W latach 1985–1987 pełnił funkcję przewodniczącego tego komitetu. W latach 1987–1991 pracował jako I sekretarz Wierchniedźwińskiego Komitetu Rejonowego KPB, przewodniczący Wierchniedźwińskiej Rejonowej Rady Deputowanych Ludowych – I sekretarz Wierchniedźwińskiego Komitetu Rejonowego KPB. Od października do grudnia 1991 roku pracował jako pierwszy zastępca przewodniczącego, a od grudnia 1991 do listopada 1994 roku – przewodniczący Komitetu ds. Gospodarstwa Wiejskiego i Żywnościowego Zabezpieczenia Ludności Witebskiego Obwodowego Komitetu Wykonawczego. Jednocześnie od grudnia 1991 do listopada 1994 roku był zastępcą przewodniczącego Witebskiego Obwodowego Komitetu Wykonawczego. 28 listopada 1994 roku został wyznaczony przez prezydenta Alaksandra Łukaszenkę na przewodniczącego tego komitetu wykonawczego. Miało to miejsce cztery dni po decyzji Sądu Konstytucyjnego potwierdzającej zgodność z prawem reformy samorządowej, która radykalnie ograniczała prawa samorządów i podporządkowywała komitety wykonawcze prezydentowi. Zdaniem politologa Piotra Natczyka nominacja ta była częścią budowy przez prezydenta swego „pionu wykonawczego”, mogła także być pośrednio uzgodniona z elitą polityczną obwodu witebskiego. Andrejczanka pełnił tę funkcję do października 2008 roku.

### Działalność parlamentarna
16 maja 1990 roku Uładzimir Andrejczanka został deputowanym ludowym do Rady Najwyższej Białoruskiej SRR XII kadencji (od 19 września 1991 roku – Rady Najwyższej Republiki Białorusi). Jego kadencja zakończyła się 9 stycznia 1996 roku. 13 stycznia 1997 roku wszedł do Rady Republiki Zgromadzenia Narodowego Republiki Białorusi I kadencji. Od 22 stycznia pełnił w niej funkcję członka Stałej Komisji ds. Ekonomii, Budżetu i Finansów. 19 grudnia 2000 roku został członkiem Rady Republiki II kadencji. Pełnił w niej funkcję członka tej samej komisji. 15 listopada 2004 roku został członkiem Rady Republiki III kadencji z obwodu witebskiego, ponownie był w niej członkiem tej samej komisji. Jego kadencja w Radzie Republiki zakończyła się 31 października 2008 roku. 27 października 2008 roku został deputowanym do Izby Reprezentantów Zgromadzenia Narodowego Republiki Białorusi IV kadencji z Głębockiego Okręgu Wyborczego Nr 22. Od tego samego dnia pełnił w niej funkcję przewodniczącego Izby Reprezentantów. Od 13 listopada 2008 roku był członkiem Narodowej Grupy Republiki Białorusi w Unii Międzyparlamentarnej. W grudniu 2008 roku został pierwszym zastępcą przewodniczącego Zgromadzenia Parlamentarnego Związku Białorusi i Rosji. Zasiadał ponadto w Wyższej Radzie Państwowej Państwa Związkowego. 18 października 2012 roku został deputowanym do Izby Reprezentantów V kadencji z Dokszyckiego Okręgu Wyborczego Nr 22. Tego samego dnia ponownie objął funkcję jej przewodniczącego. Od 2016 był przewodniczącym Izby Reprezentantów VI kadencji, od 2019 był przewodniczącym Izby Reprezentantów VII kadencji.

## Sankcje
W grudniu 2022 roku został usankcjonowany przez Kanadę.

## Życie prywatne
Uładzimir Andrejczanka jest żonaty, ma dwoje dzieci. Posiada willę położoną w elitarnej mińskiej dzielnicy Drozdy, zamieszkanej przez przedstawicieli władzy i ludzi blisko związanych z Alaksandrem Łukaszenką.

## Nagrody i odznaczenia
- Order Ojczyzny II klasy[2];
- Order Ojczyzny III klasy[2];
- Honorowy Tytuł „Zasłużony Pracownik Gospodarstwa Wiejskiego Republiki Białorusi”[2];
- dwa Podziękowania Prezydenta Republiki Białorusi[3];
- Gramota Pochwalna Rady Najwyższej Białoruskiej SRR[2];
- Gramota Pochwalna Zgromadzenia Narodowego Republiki Białorusi[2];
- Gramota Pochwalna Rady Ministrów Republiki Białorusi[2].